# Яловчанка
Яловчанка (словац. Jalovčanka) — річка в Словаччині; права притока Вагу, протікає в окрузі Ліптовський Мікулаш.
Довжина — 16.7 км.
Витікає в масиві Західні Татри на схилі гори Баніков — на висоті 1810 метрів. Приймає води потоків Мутник; Ракитіє і Полянського потоку.
Протікає біля села Трстене і селами Бобровец й Яловець. Впадає у водосховище Ліптовська Мара.